# John McLiam
John McLiam, nato John Williams (Hayter, 24 gennaio 1918 – Los Angeles, 16 aprile 1994), è stato un attore canadese.
Ha recitato in 27 film dal 1961 al 1988 ed è apparso in oltre 140 produzioni televisive dal 1952 al 1991.

## Biografia
John McLiam nacque a Hayter, in Canada, il 24 gennaio 1918. Debuttò in televisione agli inizi degli anni cinquanta e al cinema agli inizi degli anni sessanta. Per la TV fu accreditato diverse volte grazie a numerose interpretazioni di personaggi non regolari, come Parker in tre episodi della serie Il virginiano nel 1970 (più altri quattro episodi con altri ruoli), Doc Holliday in un doppio episodio della serie Bret Maverick nel 1981, Harold Witken in due episodi della serie Falcon Crest nel 1982 (più un altro episodio con un altro ruolo) e Elsworth Chisolm in due episodi della serie Dynasty nel 1984 (più un altro episodio con un altro ruolo). Continuò la sua carriera per la televisione impersonando una miriade di ruoli minori e inanellando una serie di apparizioni da guest star in decine di episodi di serie televisive, dall'epoca d'oro della televisione statunitense fino agli anni novanta. Recitò anche in ruoli diversi in più di un episodio, come in cinque episodi di The Big Story, quattro episodi di Gli intoccabili, quattro episodi di Ai confini della realtà, tre episodi di Twelve O'Clock High, tre episodi di Daniel Boone, nove episodi di Gunsmoke, quattro episodi di Death Valley Days, quattro episodi di F.B.I. e quattro episodi di Mannix.
Fu inoltre accreditato in diverse produzioni cinematografiche per le quali interpretò personaggi più o meno secondari, come Goody in Dead to the World del 1961, Harry in My Fair Lady del 1964, il boss Keen in Nick mano fredda del 1967, Herbert Clutter in A sangue freddo del 1967, Dunne in Squadra omicidi, sparate a vista! del 1968, Van Tosch in Boon il saccheggiatore del 1969, Jeffries in Riverrun del 1970, Boyd Wilkerson in Halls of Anger del 1970, il reverendo Blauvelt in R.P.M. Rivoluzione per minuto del 1970, Thorton Pierce in Fango, sudore e polvere da sparo del 1972, F.J. Wilson in A viso aperto del 1973, Jimmy Tomorrow in The Iceman Cometh del 1973, il dottor Agon in Il dormiglione del 1973, Lyle Graham in Il ragazzo del mare del 1974, John Beachwood in Rafferty and the Gold Dust Twins del 1975, Gebhardt in Stringi i denti e vai! del 1975, Rass Huggins in In tre sul Lucky Lady del 1975, David Braxton in Missouri del 1976, Mr. Skinner in Il cibo degli dei del 1976, Orval in Rambo del 1982, H.P. Truman in Bobo, vita da cani del 1987 e Pop McGuinn in Boxe del 1988, che è l'ultimo personaggio a cui dà vita sul grande schermo. Nel 1991 recitò nell'episodio Our Wedding della serie My Life and Times, che resta la sua ultima apparizione per il teleschermo. Morì a Los Angeles il 16 aprile 1994.

## Filmografia

### Cinema
- Dead to the World, regia di Nicholas Webster (1961)
- My Fair Lady, regia di George Cukor (1964)
- Nick mano fredda (Cool Hand Luke), regia di Stuart Rosenberg (1967)
- A sangue freddo (In Cold Blood), regia di Richard Brooks (1967)
- Squadra omicidi, sparate a vista! (Madigan), regia di Don Siegel (1968)
- Boon il saccheggiatore (The Reivers), regia di Mark Rydell (1969)
- Riverrun, regia di John Korty (1970)
- Halls of Anger, regia di Paul Bogart (1970)
- R.P.M. Rivoluzione per minuto (R.P.M.), regia di Stanley Kramer (1970)
- Monty Walsh, un uomo duro a morire (Monte Walsh), regia di William A. Fraker (1970)
- Il grande Jake (Big Jake), regia di George Stevens (1971)
- Fango, sudore e polvere da sparo (The Culpepper Cattle Co.), regia di Dick Richards (1972)
- A viso aperto (Showdown), regia di George Seaton (1973)
- The Iceman Cometh, regia di John Frankenheimer (1973)
- Il dormiglione (Sleeper), regia di Woody Allen (1973)
- Il ragazzo del mare (The Dove), regia di Charles Jarrott (1974)
- Rafferty and the Gold Dust Twins, regia di Dick Richards (1975)
- Stringi i denti e vai! (Bite the Bullet), regia di Richard Brooks (1975)
- In tre sul Lucky Lady (Lucky Lady), regia di Stanley Donen (1975)
- Missouri (The Missouri Breaks), regia di Arthur Penn (1976)
- Il cibo degli dei (The Food of the Gods), regia di Bert I. Gordon (1976)
- Voyager from the Unknown, regia di James D. Parriott e Winrich Kolbe (1982)
- The End of August, regia di Bob Graham (1982)
- Rambo (First Blood), regia di Ted Kotcheff (1982)
- Richard II, regia di William Woodman (1982)
- Bobo, vita da cani (Walk Like a Man), regia di Melvin Frank (1987)
- Boxe (Split Decisions), regia di David Drury (1988)

### Televisione
- The Philco Television Playhouse – serie TV, episodio 4x11 (1952)
- The Big Story – serie TV, 5 episodi (1950-1957)
- Robert Montgomery Presents – serie TV, un episodio (1955)
- Studio One – serie TV, un episodio (1956)
- Una donna poliziotto (Decoy) – serie TV, episodi 1x02-1x08 (1957)
- The United States Steel Hour – serie TV, un episodio (1958)
- Armstrong Circle Theatre – serie TV, 2 episodi (1959-1960)
- The DuPont Show of the Month – serie TV, un episodio (1959)
- Brenner – serie TV, 2 episodi (1959)
- Carovane verso il west (Wagon Train) – serie TV, un episodio (1960)
- Tales of Wells Fargo – serie TV, un episodio (1960)
- Avventure lungo il fiume (Riverboat) – serie TV, un episodio (1960)
- Shotgun Slade – serie TV, un episodio (1960)
- 87ª squadra (87th Precinct) – serie TV, 2 episodi (1961-1962)
- The New Breed – serie TV, episodi 1x08-1x36 (1961-1962)
- Gli intoccabili (The Untouchables) – serie TV, 4 episodi (1961-1962)
- Ai confini della realtà (The Twilight Zone) – serie TV, 4 episodi (1961-1963)
- Gunsmoke – serie TV, 9 episodi (1961-1968)
- Death Valley Days – serie TV, 4 episodi (1961-1970)
- Perry Mason – serie TV, un episodio (1961)
- The Deputy – serie TV, un episodio (1961)
- Two Faces West – serie TV, un episodio (1961)
- Avventure in paradiso (Adventures in Paradise) – serie TV, episodio 2x33 (1961)
- Have Gun - Will Travel – serie TV, episodio 5x06 (1961)
- Bus Stop – serie TV, un episodio (1961)
- Window on Main Street – serie TV, un episodio (1961)
- Ben Casey – serie TV, 2 episodi (1962-1965)
- Scacco matto (Checkmate) – serie TV, episodio 2x24 (1962)
- Stoney Burke – serie TV, un episodio (1962)
- Empire – serie TV, un episodio (1963)
- Undicesima ora (The Eleventh Hour) – serie TV, un episodio (1963)
- The Gallant Men – serie TV, episodio 1x20 (1963)
- Polvere di stelle (Bob Hope Presents the Chrysler Theatre) – serie TV, un episodio (1963)
- Twelve O'Clock High – serie TV, 3 episodi (1964-1966)
- Il fuggiasco (The Fugitive) – serie TV, 4 episodi (1964-1966)
- Daniel Boone – serie TV, 3 episodi (1964-1966)
- La grande avventura (The Great Adventure) – serie TV, episodio 1x19 (1964)
- The Outer Limits – serie TV, un episodio (1964)
- Gli uomini della prateria (Rawhide) – serie TV, episodio 7x05 (1964)
- The Crisis (Kraft Suspense Theatre) – serie TV, un episodio (1964)
- Il virginiano (The Virginian) – serie TV, 7 episodi (1965-1970)
- F.B.I. (The F.B.I.) – serie TV, 4 episodi (1965-1973)
- Viaggio in fondo al mare (Voyage to the Bottom of the Sea) – serie TV, un episodio (1965)
- Convoy – serie TV, episodio 1x01 (1965)
- Honey West – serie TV, episodio 1x02 (1965)
- La grande vallata (The Big Valley) – serie TV, episodio 1x06 (1965)
- Daktari – serie TV, episodio 1x03 (1966)
- La leggenda di Jesse James (The Legend of Jesse James) – serie TV, un episodio (1966)
- Get Smart – serie TV, un episodio (1966)
- I sentieri del west (The Road West) – serie TV, episodio 1x08 (1966)
- The Monroes – serie TV, un episodio (1966)
- Missione impossibile (Mission: Impossible) – serie TV, 2 episodi (1967-1968)
- Gli invasori (The Invaders) – serie TV, un episodio (1967)
- Tarzan – serie TV, episodio 2x10 (1967)
- Mannix – serie TV, 4 episodi (1968-1975)
- Selvaggio west (The Wild Wild West) – serie TV, episodio 3x17 (1968)
- The Andy Griffith Show – serie TV, un episodio (1968)
- Disneyland – serie TV, un episodio (1968)
- The Good Guys – serie TV, un episodio (1969)
- Hawaii squadra cinque zero (Hawaii Five-O) – serie TV, un episodio (1969)
- Tony e il professore (My Friend Tony) – serie TV, un episodio (1969)
- Bonanza – serie TV, episodio 11x19 (1970)
- Lancer – serie TV, episodio 2x18 (1970)
- Bracken's World – serie TV, un episodio (1970)
- The Bold Ones: The Lawyers – serie TV, un episodio (1970)
- Giovani avvocati (The Young Lawyers) – serie TV, episodio 1x11 (1970)
- Cannon – serie TV, 2 episodi (1971-1975)
- Los Angeles: ospedale nord (The Interns) – serie TV, un episodio (1971)
- Uomini di legge (Storefront Lawyers) – serie TV, un episodio (1971)
- Hitched – film TV (1971)
- Lo sceriffo del sud (Cade's County) – serie TV, un episodio (1971)
- Io e i miei tre figli (My Three Sons) – serie TV, episodio 12x04 (1971)
- If Tomorrow Comes – film TV (1971)
- Longstreet – serie TV, un episodio (1971)
- Ghost Story – serie TV, un episodio (1972)
- Mod Squad, i ragazzi di Greer (The Mod Squad) – serie TV, un episodio (1972)
- Ironside – serie TV, 2 episodi (1973-1974)
- Difesa a oltranza (Owen Marshall, Counselor at Law) – serie TV, un episodio (1973)
- The Wide World of Mystery – serie TV, un episodio (1973)
- Attentato al Trans American Express (Runaway!) – film TV (1973)
- McMillan e signora (McMillan & Wife) – serie TV, un episodio (1973)
- Legend in Granite – film TV (1973)
- Le strade di San Francisco (The Streets of San Francisco) – serie TV, un episodio (1973)
- Barnaby Jones – serie TV, 3 episodi (1974-1977)
- Il pianeta delle scimmie (Planet of the Apes) – serie TV, un episodio (1974)
- Harry O – serie TV, un episodio (1974)
- Il cacciatore (The Manhunter) – serie TV, un episodio (1974)
- Attack on Terror: The FBI vs. the Ku Klux Klan – film TV (1975)
- The Turning Point of Jim Malloy – film TV (1975)
- L'uomo invisibile (The Invisible Man) – serie TV, un episodio (1975)
- Three for the Road – serie TV, un episodio (1975)
- Matt Helm – serie TV, un episodio (1975)
- Starsky & Hutch (Starsky and Hutch) – serie TV, 2 episodi (1976-1978)
- Insight – serie TV, un episodio (1976)
- La città degli angeli (City of Angels) – serie TV, un episodio (1976)
- Il richiamo della foresta – film TV (1976)
- I piloti di Spencer (Spencer's Pilots) – serie TV, un episodio (1976)
- Captains and the Kings – miniserie TV, un episodio (1976)
- La casa nella prateria (Little House on the Prairie) – serie TV, episodi 3x17-4x15-9x13 (1977-1983)
- Delta County, U.S.A. – film TV (1977)
- Kingston: dossier paura (Kingston: Confidential) – serie TV, un episodio (1977)
- L'incredibile Hulk (The Incredible Hulk) – serie TV, episodio 1x02 (1977)
- Lucan – serie TV, un episodio (1978)
- Greatest Heroes of the Bible – serie TV, 2 episodi (1978)
- Dallas – serie TV, un episodio (1979)
- The Legend of the Golden Gun – film TV (1979)
- La strada della libertà (Freedom Road) – film TV (1979)
- Archie Bunker's Place – serie TV, un episodio (1980)
- Una famiglia americana (The Waltons) – serie TV, un episodio (1980)
- Cuore e batticuore (Hart to Hart) – serie TV, un episodio (1981)
- Uno sceriffo contro tutti (Walking Tall) – serie TV, un episodio (1981)
- The Five of Me – film TV (1981)
- Mistress of Paradise – film TV (1981)
- Bret Maverick – serie TV, 2 episodi (1981)
- Falcon Crest – serie TV, 3 episodi (1982-1986)
- The Ambush Murders – film TV (1982)
- Professione pericolo (The Fall Guy) – serie TV, un episodio (1982)
- T.J. Hooker – serie TV, 2 episodi (1983-1985)
- M*A*S*H (M*A*S*H) – serie TV, un episodio (1983)
- Voyagers! – serie TV, un episodio (1983)
- I predatori dell'Idolo d'Oro (Tales of the Gold Monkey) – serie TV, un episodio (1983)
- Two Marriages – serie TV, un episodio (1983)
- Dempsey – film TV (1983)
- Magnum, P.I. (Magnum, P.I.) – serie TV, un episodio (1983)
- Dynasty – serie TV, 3 episodi (1984-1989)
- Visitors (V) – serie TV, un episodio (1984)
- Autostop per il cielo (Highway to Heaven) – serie TV, 2 episodi, di cui 3x06 (1985-1986)
- A Death in California – miniserie TV, un episodio (1985)
- Hunter – serie TV, un episodio (1985)
- Lotta per la vita (Samaritan: The Mitch Snyder Story) – film TV (1986)
- A-Team (The A-Team) – serie TV, un episodio (1986)
- J. Edgar Hoover – film TV (1987)
- La signora in giallo (Murder, She Wrote) – serie TV, episodio 3x20 (1987)
- La bella e la bestia (Beauty and the Beast) – serie TV, un episodio (1987)
- Simon & Simon – serie TV, un episodio (1988)
- Down Delaware Road – film TV (1988)
- Star Trek: The Next Generation – serie TV, episodio 3x03 (1989)
- Fall from Grace – film TV (1990)
- Un medico tra gli orsi (Northern Exposure) – serie TV, un episodio (1990)
- My Life and Times – serie TV, episodio 1x03 (1991)

## Doppiatori italiani
Nelle versioni in italiano delle opere in cui ha recitato, John McLiam è stato doppiato da:
- Giorgio Piazza in In tre sul Lucky Lady, Missouri
- Bruno Persa in A sangue freddo
- Renato Mori in Starsky & Hutch
- Mario Milita ne La casa nella prateria (ep. 3x17, 9x13)
- Manlio Guardabassi ne La casa nella prateria (ep. 4x15)
- Mario Mastria in Rambo
- Gino Donato in Gavilan
- Giampiero Albertini in Visitors
- Gianni Musy in La signora in giallo